# Plêiades (mitologia)

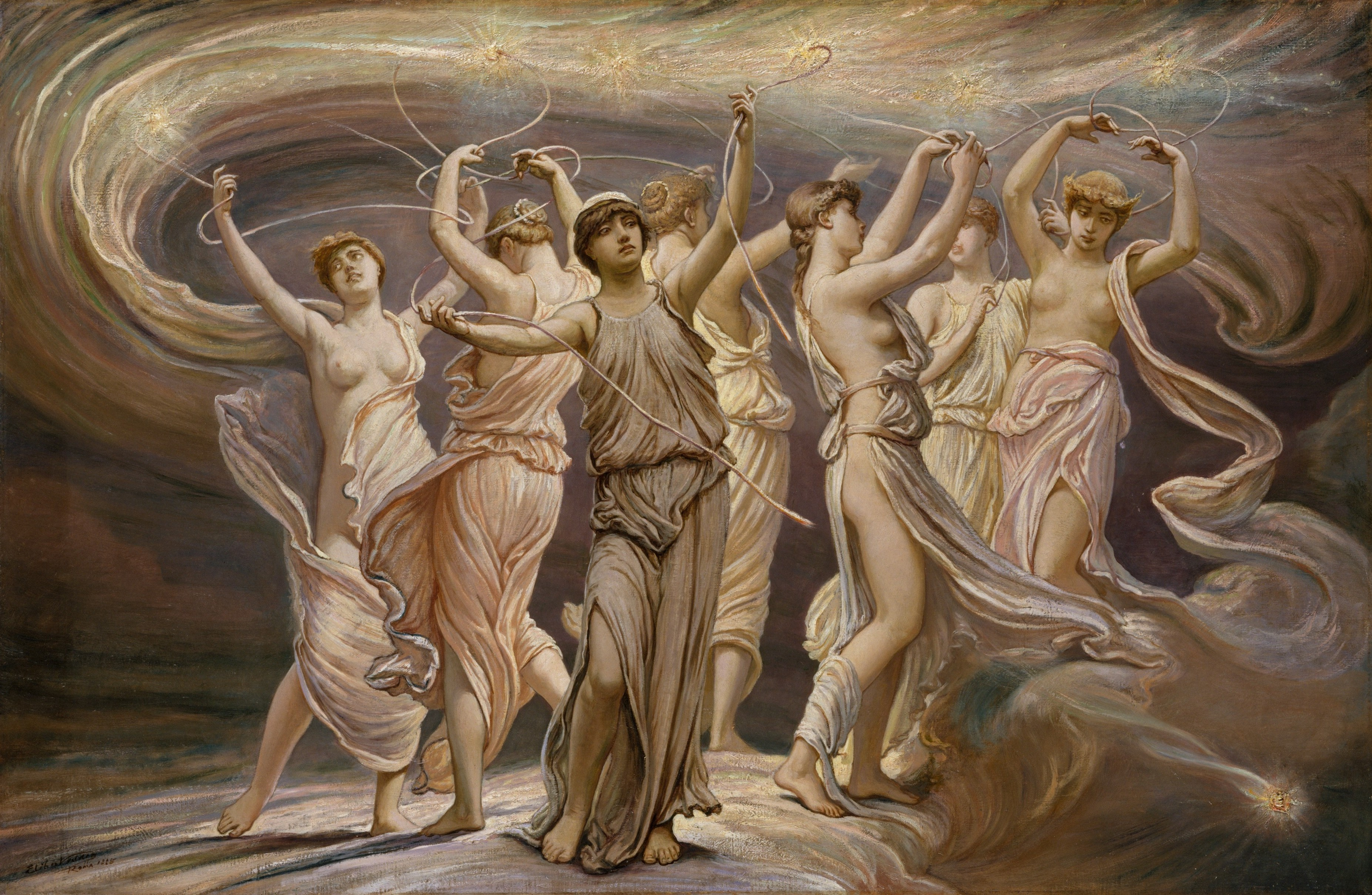
As Plêiades (1885) do pintor simbolista Elihu Vedder.

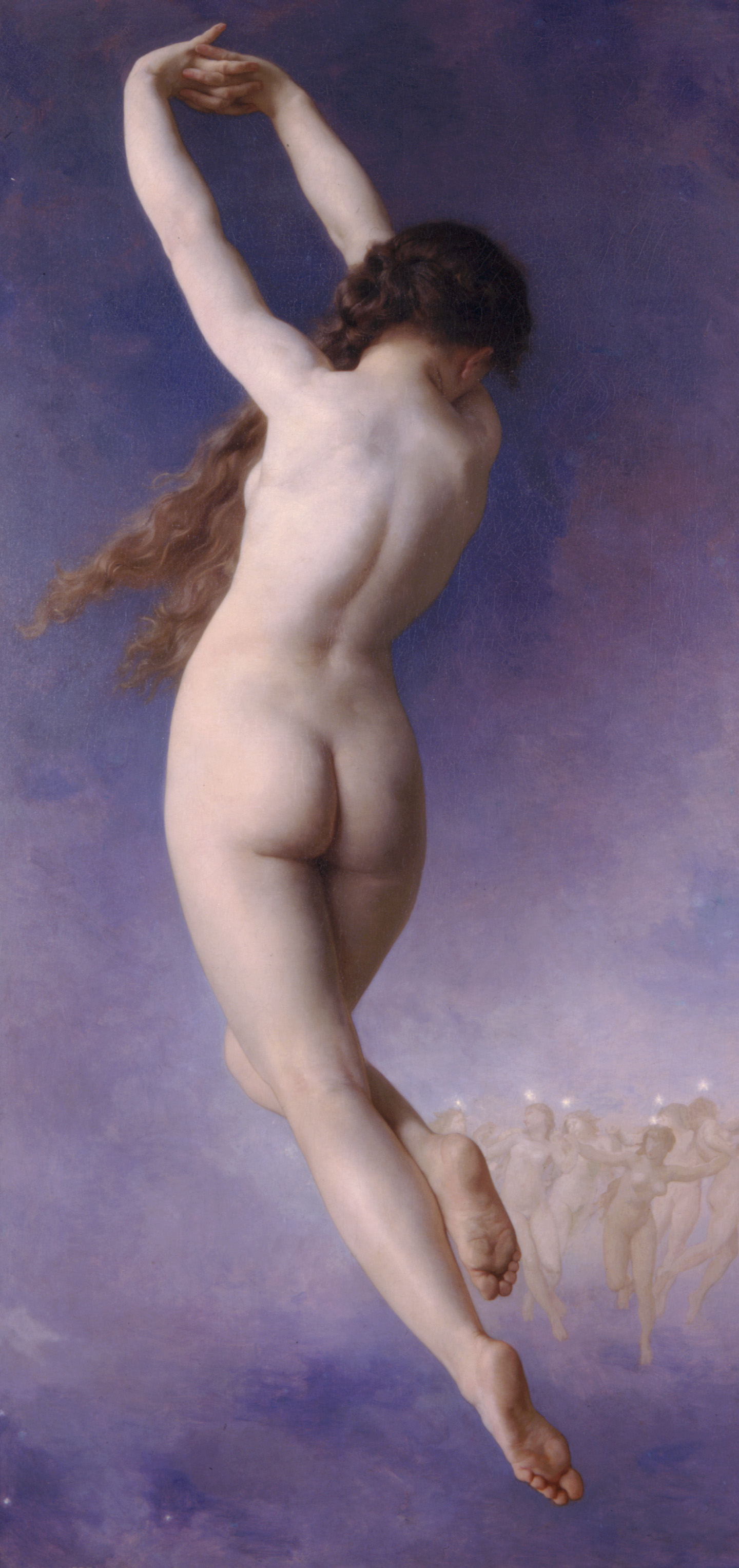
Plêiade Perdida (1884), de Bouguereau

Na mitologia grega, as plêiades eram filhas de Atlas e Pleione, filha do Oceano. Quando Pleione estava passeando pela Beócia com suas sete filhas, foi perseguida pelo caçador Órion, por sete anos. Zeus, com pena delas, apontou um caminho até as estrelas, e elas formaram a cauda da constelação do Touro.
As plêiades são: Electra, Maia, Taigete, Alcíone, Celeno, Asterope e Mérope.
Seis das plêiades tiveram filhos com deuses, mas Mérope casou-se com um mortal, por isso esta estrela não pode ser vista.
Seus filhos são:
- Dardano, filho de Electra e Zeus.
- Mercúrio, filho de Maya e Zeus
- Lacedemão, filho de Taígete e Zeus
- Hirieu, filho de Alcíone e Poseidon
- Nicteu e Lico, filhos de Celeno e Poseidon
- Enomau, filho de Asterope e Ares; algumas versões dão Asterope como esposa de Enomau
- Glauco, filho de Mérope e Sísifo; Glauco, segundo algumas versões, foi o pai de Belerofonte

Mérope, por ter casado com um mortal, é uma estrela muito fraca; outras versões do mito dizem que Electra é a estrela que sumiu, após a captura de Troia e derrubada dos descendentes de Dardano, de tristeza, ela se mudou para o círculo ártico, e aparece algumas vezes com seus cabelos soltos, na forma de um cometa.